# Kayk, Aragatsotn
Kayk là một đô thị thuộc tỉnh Aragatsotn, Armenia. Dân số ước tính năm 2011 là 680 người.